# Lophopogon kingii
Lophopogon kingii är en gräsart som beskrevs av Joseph Dalton Hooker. Lophopogon kingii ingår i släktet Lophopogon och familjen gräs. Inga underarter finns listade i Catalogue of Life.